# Makro objektiv
Makro objektiv je objektiv, ki omogoča posnetke izbranega motiva v naravni (1:1), ali pa v polovični velikosti (1:2). Objektiv je optično optimiziran in ima lahko različne goriščnice (največkrat: 50, 105 in 180 mm). Večja goriščna razdalja omogoča fotografiranje z večje oddaljenosti.

## Dodatna makro oprema
- Podaljševalni obročki, ki jih namestimo med objektivom in fotoaparatom in s tem povečamo stopnjo povečave.
- Predleče prav tako služijo povečanju povečave, tako da jih privijemo na konec objektiva.
- Mehovi se ne uporabljajo več tako pogosto, imajo pa veliko večjo povečavo.
- Makro bliskovke so posebne bliskovke, ki omogočajo optimalno osvetlitev tudi pri zelo majhni delovni razdalji.[2]

- Predleča
- Fotografski meh
- Makro slikanje z uporabo predleče
- Makro slikanje z lečo, ki omogoča povečavo 1:1 ali večjo
- Makro slikanje z uporabo teleobjektiva
- Makro slikanje z uporabo podaljševalnega obročka